# Flotøya
Flotøya ist eine Insel im Fjord Nordfjord in der Gemeinde Stad in der norwegischen Provinz Vestland.
Die unbewohnte, bewaldete Insel liegt etwa 100 Meter südlich des Nordufers des Fjords und ist der Ortslage von Bryggja vorgelagert. Etwas weiter westlich liegen die Inseln Kisteholmen sowie Storøya.
Flotøya erstreckt sich in West-Ost-Richtung über etwa 600 Metern bei einer Breite von bis zu 140 Metern und erreicht in ihrem höchsten Punkt eine Höhe von 18 Metern.